# 108 v. Chr.
Portal Geschichte | Portal Biografien | Aktuelle Ereignisse | Jahreskalender | Tagesartikel

◄ |
3. Jahrhundert v. Chr. |
2. Jahrhundert v. Chr. |
1. Jahrhundert v. Chr. |
►

◄ | 120er v. Chr. | 110er v. Chr. | 100er v. Chr. | 90er v. Chr. |
80er v. Chr. |
►

◄◄ | ◄ | 111 v. Chr. | 110 v. Chr. | 109 v. Chr. | 108 v. Chr. |
107 v. Chr. |
106 v. Chr. |
105 v. Chr. |
► |
►►
Staatsoberhäupter

## Ereignisse
- Der chinesische Kaiser Han Wudi zerstört den altkoreanischen Staat Go-Joseon und errichtet von China abhängige Kolonien.
- Mit der Gründung einer chinesischen Handelsstation beginnt die gesicherte Geschichte der Stadt Pjöngjang.

## Geboren
- um 108 v. Chr.: Lucius Sergius Catilina, römischer Politiker († 62 v. Chr.)

## Gestorben
- Bomilkar, numidischer Feldherr
- Marcus Livius Drusus der Ältere, römischer Politiker